# سرهو گیراسی
سرهو گیراسی (انگلیسی: Serhou Guirassy؛ زادهٔ ۱۲ مارس ۱۹۹۶) بازیکن فوتبال اهل گینه است که در پست مهاجم برای باشگاه بروسیا دورتموند در بوندس‌لیگا و تیم ملی گینه بازی می‌کند.
از باشگاه‌هایی که در آن بازی کرده است می‌توان به باشگاه فوتبال لیل و باشگاه فوتبال اوسر اشاره کرد.
وی همچنین در تیم‌های ملی فوتبال زیر ۱۶ سال فرانسه، زیر ۱۹ سال فرانسه، زیر ۲۰ سال فرانسه، و بزرگسالان گینه بازی کرده است.

## زندگی شخصی
گیراسی در فرانسه از پدر و مادری گینه‌ای به دنیا آمد و در ادامه تصمیم گرفت برای تیم ملی فوتبال گینه به بازی بپردازد.

## تیم ملی
گیراسی پس از بازی برای تیم ملی فوتبال فرانسه در رده‌های پایه، تصمیم گرفت در رده بزرگسالان برای کشور زادگاه والدینش، گینه به میدان برود.
وی اولین بازی ملی خود را برای تیم ملی فوتبال گینه در یک بازی دوستانه در تاریخ ۲۵ مارس ۲۰۲۲ در مقابل تیم ملی فوتبال آفریقای جنوبی انجام داد همچنین در ۱۸ بازی ملی ۳ گل به ثمر رسانده است.